# Pierre Gaucher
Pierre Gaucher, surnommé le Chief Grand Pierre, était un chef iroquois et trappeur célèbre au XIXe siècle dans les montagnes Rocheuses.

## Biographie
Pierre Gaucher est originaire des communautés iroquoises du Québec. Il est réputé comme étant un des petits-fils de l'explorateur francophone québécois Pierre Gaultier de Varennes et de La Vérendrye. Avec Ignace Francis La Mousse, il fait partie de la vingtaine de trappeurs iroquois catholiques venus de Montréal entre 1812 et 1824, qui ont pris épouses parmi les indiens Têtes-Plates en s'établissant dans la Bitterroot. Pierre Gaucher s'est lui installé un peu plus tard à Jasper (Alberta), car il avait des liens avec les Cree des Rocheuses, les "Asini Wachi Nehiyawak" (Ermineskin Cree Nation).
En 1839, il est à la tête d'une délégation amérindienne, composée d'indiens Têtes-Plates et Nez-Percés, qui effectue un voyage à travers toutes les montagnes Rocheuses pour aller rencontrer du missionnaire jésuite belge Pierre-Jean De Smet, qu'il rencontre dans l'Iowa: il le convainc de venir dans les Rocheuses. Pierre Gaucher l'accompagne lors du voyage de retour, lorsque le convoi est accueilli par un groupe d'indiens Têtes-Plates, après que le prêtre soit passé par le "Rendez vous des trappeurs de l'Ouest".